# Будное (Ахтырский район)
Будное (укр. Будне) — село, 
Староивановский сельский совет,
Ахтырский район,
Сумская область,
Украина.
Код КОАТУУ — 5920388002. Население по переписи 2001 года составляет 103 человека.

## Географическое положение
Село Будное находится на расстоянии в 4 км от рек Ворскла и Олешня.
На расстоянии до 2-х км расположены сёла Новопостроенное и Борзовщина.
К селу примыкают лесные массивы (дуб).

## Экономика
- Фермерское хозяйство «Надия».